# Distria Krasniqiová
Distria Krasniqiová (* 10. prosince 1995 Peć) je kosovská judistka. Má zlatou olympijskou medaili z her v Tokiu konaných v roce 2021. Šlo o historicky druhé olympijské zlato pro Kosovo. Má dva bronzy z mistrovství světa (2019, 2022). Je mistryní Evropy z roku 2021, z evropských šampionátů má též stříbro (2018) a dva bronzy (2020, 2022). Na olympiádě i při zisku zlata na evropském mistrovství uspěla v kategorii do 48 kilogramů (superlehká váha), ve které soutěží povětšinou; případně nastupuje v kategorii do 52 kilogramů (pololehká váha).
Třikrát po sobě byla vyhlášena kosovskou sportovkyní roku (2021, 2022, 2023). Přestože reprezentuje Kosovo, je plukovnicí Albánské armády a v roce 2021 obdržela nejvyšší albánské civilní vyznamenání Čest národa (Nderi i Kombit). (Kosovci jsou etnicky Albánci a v Albánii existuje silné hnutí za sjednocení obou zemí; sama Albánie nikdy olympijské zlato nezískala).